# Schaumburgo
Schaumburgo (em alemão: Schaumburg) é um distrito (kreis ou landkreis) da Alemanha localizado no estado de Baixa Saxônia.

## História
Schaumburgo foi um condado fundado no princípio do século XII. Pouco depois, o Sacro Imperador Romano-Germânico tornou os Condes de Schaumburgo igualmente condes do Holstein.
Durante a Guerra dos Trinta Anos a Casa de Schaumburgo não tinha herdeiro masculino. Por essa razão, devido à lei sálica, em 1640 o condado foi dividido em dois: o de Schaumburgo (que se tornou parte de Hesse-Cassel e o condado independente de Schaumburgo-Lippe.
Um dos condes reinantes de Schaumburgo-Lippe foi o Guilherme, um notável general ao serviço do Exército Português. Ao integrar a Confederação do Reno, o Schaumburgo-Lippe tornou-se um Principado. Em 1815 o Schaumburgo-Lippe juntou-se à Confederação Germânica e, em 1817, ao Império Alemão. Em 1918, com a queda das diversas monarquias alemãs, o Principado tornou-se uma República (volkslander) federada da Alemanha. Com apenas 340 km² de área e 51.000 habitantes, o estado de Schaumburgo-Lippe manteve a sua autonomia até 1946, altura em que foi integrado no novo estado (lander) da Baixa-Saxónia.
O Schaumburgo de Hesse foi anexado, em 1866, à Prússia, juntamente com o resto do estado.
A seguir à Segunda Guerra Mundial, Schaumburgo e Schaumburgo-Lippe tornaram-se distritos da Baixa Saxónia, novamente fundidos em 1977.

## Cidades e municípios
Habitantes em 31 de dezembro de 2005:
|  |

Cidades
1. Bückeburg (20.922)
2. Obernkirchen (9.884)
3. Rinteln (28.907)
4. Stadthagen (23.181)

Município
1. Auetal [sede: Rehren] (6.531)

Samtgemeinden: (associações municipais) e seus municípios membros

| - 1. Eilsen (6.967) 1. Ahnsen (1.163) 2. Bad Eilsen * (2.292) 3. Buchholz (769) 4. Heeßen (1.593) 5. Luhden (1.150) - 2. Lindhorst (8.328) 1. Beckedorf (1.594) 2. Heuerßen (1.004) 3. Lindhorst * (4.617) 4. Lüdersfeld (1.113) - 3. Nenndorf (16.671) 1. Bad Nenndorf, cidade * (10.296) 2. Haste (2.656) 3. Hohnhorst (2.227) 4. Suthfeld [sede: Helsinghausen] (1.492) | - 4. Niedernwöhren (8.712) 1. Lauenhagen (1.470) 2. Meerbeck (2.098) 3. Niedernwöhren * (2.012) 4. Nordsehl (827) 5. Pollhagen (1.239) 6. Wiedensahl, cidade mercado (1.066) - 5. Nienstädt (10.749) 1. Helpsen * (2.022) 2. Hespe (2.183) 3. Nienstädt (4.905) 4. Seggebruch (1.639) | - 6. Rodenberg (16.035) 1. Apelern (2.690) 2. Hülsede (1.068) 3. Lauenau, cidade mercado (4.159) 4. Messenkamp (843) 5. Pohle (962) 6. Rodenberg, cidade * (6.313) - 7. Sachsenhagen (9.771) 1. Auhagen (1.320) 2. Hagenburg, cidade mercado (4.559) 3. Sachsenhagen, cidade * (2.135) 4. Wölpinghausen (1.757) * sede do Samtgemeinde |